# Ösophagitis
Bei der Ösophagitis oder Speiseröhrenentzündung handelt es sich um eine umschriebene oder diffuse Entzündung der Speiseröhre (Ösophagus). Meist ist nur die Schleimhaut der Speiseröhre betroffen. Die Entzündung kann akut oder chronisch verlaufen.

## Ursachen
Ösophagitis kann durch unterschiedliche Noxen ausgelöst werden:
- infektiös (Herpes-simplex-Viren, CMV, Candida)
- chemisch (akut und chronisch): Refluxösophagitis (s. u.), Verätzungen u. a.
- traumatisch: zu heiße und zu kalte Speisen, Bolusverletzungen, Fremdkörper
- medikamentös toxisch: bspw. Chemotherapeutika
- tumorös: Lumenverlegung, Tumornekrose
- idiopathisch (exfoliativ und korrosiv)
- eosinophil (meist in Zusammenhang mit einer allergischen Diathese)
- sonstige: Morbus Crohn, schlecht eingestellter Diabetes mellitus. Ösophagitis kann ein Symptom eines Mastzellaktivierungssyndroms (MCAS) sein.[2]

Die bei weitem häufigste Form ist die Refluxösophagitis aufgrund des Rückflusses von saurem Mageninhalt (gastro-ösophagealer Reflux) oder von Mageninhalt mit Galle (duodeno-gastro-ösophagealer Reflux). Diese Form verläuft in der Regel chronisch. Typische Symptome sind dabei Sodbrennen, saures Aufstoßen und retrosternale Schmerzen. Bei chronischer Refluxösophagitis besteht die Gefahr der Ausbildung eines Barrett-Ösophagus. Aus etwa jedem zehnten Barrett-Ösophagus entwickelt sich ein Ösophaguskarzinom.
Mykosen des Ösophagus sind die zweithäufigste Form der Ösophagitis.
Bei der eosinophilen Ösophagitis handelt es sich um eine immun-vermittelte, chronisch-entzündliche, stenosierende Erkrankung des Ösophagus, bei der es zu einem fibrotischen Umbau der Schleimhaut kommt und dadurch zu einer typischerweise langstreckigen stenotischen Veränderung der Speiseröhre.
Der Nachweis erfolgt durch Biopsien. Meist lassen sich auch erhöhte IgE-Werte im Serum nachweisen. Symptomatisch wird diese Patientengruppe zumeist durch Beschwerden beim Schlucken geformter Nahrung und durch häufiges Steckenbleiben von größeren Nahrungstücken oder von Tabletten. Therapeutisch kommt das Meiden von Allergenen in Frage, darüber hinaus der Einsatz von Steroiden und gegebenenfalls die Bougierung.

## Morphologie
Makroskopisch erkennt man dabei in der Regel im Rahmen einer Ösophagogastroduodenoskopie eine deutlich gerötete, Gefäß-injizierte Schleimhaut mit längsgestellten ulzerösen Defekten. Die Candida-Ösophagitis zeigt ferner typische Auflagerungen.

## Stadien
Man unterscheidet nach Savary-Miller vier Stadien bei der Ösophagitis.
- Stadium I:	einzelne Schleimhauterosionen, nicht konfluierend, mit Rötung
- Stadium II:	konfluierende Erosionen (nicht über die ganze Zirkumferenz)
- Stadium III:	zirkumferente Läsion, ohne Stenosezeichen
- Stadium IV:	Wandfibrose, Stenose